# Jiří Kaucký (malíř)
Jiří Kaucký, křtěný Jiří František (10. prosince 1880 Jindřichův Hradec – 29. června 1935 Jindřichův Hradec), byl český malíř.

## Život
Narodil se v jindřichohradecké rodině malíře pokojů Jiřího Kauckého a jeho ženy Kateřiny rodem Drábové. Od dětství se u něj projevoval velký talent. S podporou rodiny Černínů od roku 1894 studoval kreslení na Umělecko-průmyslové škole v Praze. V letech 1897–1898 studoval u Jakuba Schikanedera. V letech 1906–1907 studoval na Akademii výtvarných umění v Praze u Vojtěcha Hynaise. Restauroval výzdobu zámků v Jindřichově Hradci a Červené Lhotě. První světovou válku prodělal jako záložní důstojník na ruské frontě (u 75. pěšího pluku). Zemřel v Jindřichově Hradci a byl zde také pohřben.

## Dílo
První výstavu svých obrazů měl v roce 1908. Vytvořil portréty starostů Jindřichova Hradce a Tábora. Z doby první světové války pocházejí jeho díla (malby a kresby) z vojenského prostředí. V roce 1921 namaloval pro Slovenskou banku v Bratislavě své nejrozměrnější dílo – obraz Panorama Bratislavy. V pozdějších letech namaloval řadu obrazu s motivy Jindřichova Hradce a okolní krajiny. V roce 1935 byla v Jindřichově Hradci uspořádána posmrtná výstava jeho obrazů a kreseb (více než 700 prací). Další výstavu jeho obrazů uspořádalo Jindřichohradecké muzeum u příležitosti uplynutí 80 let od jeho úmrtí.

## Galerie

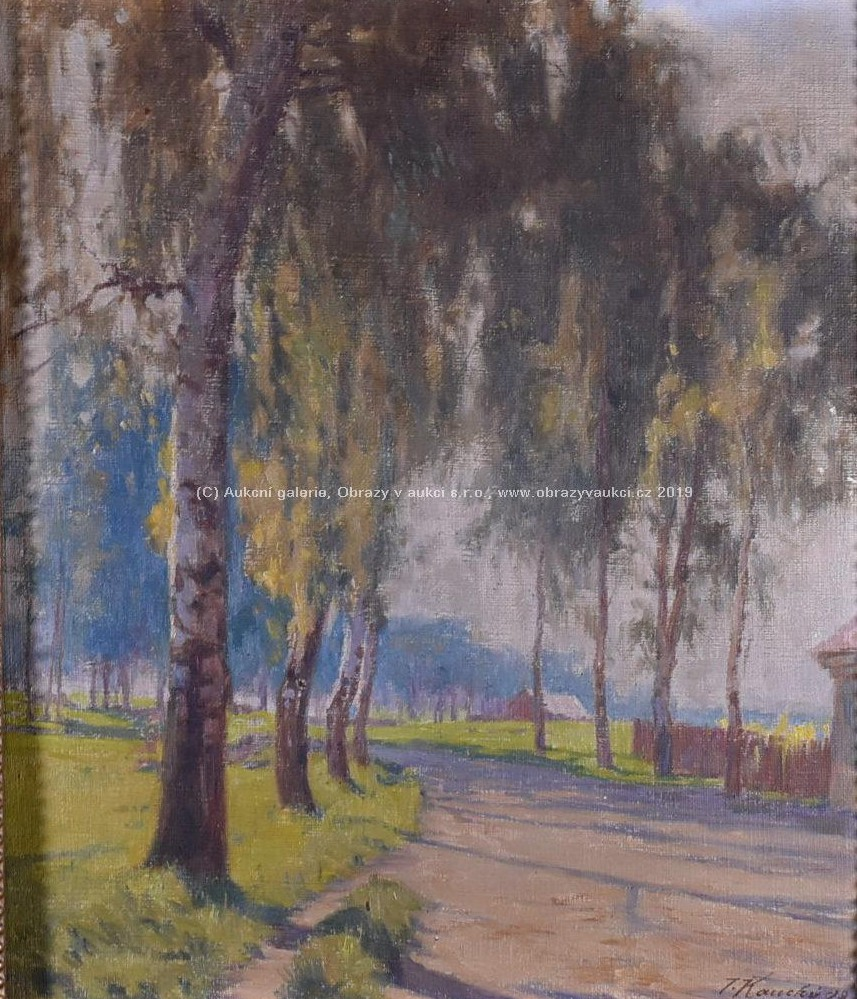
Cesta alejí (olej na plátně)
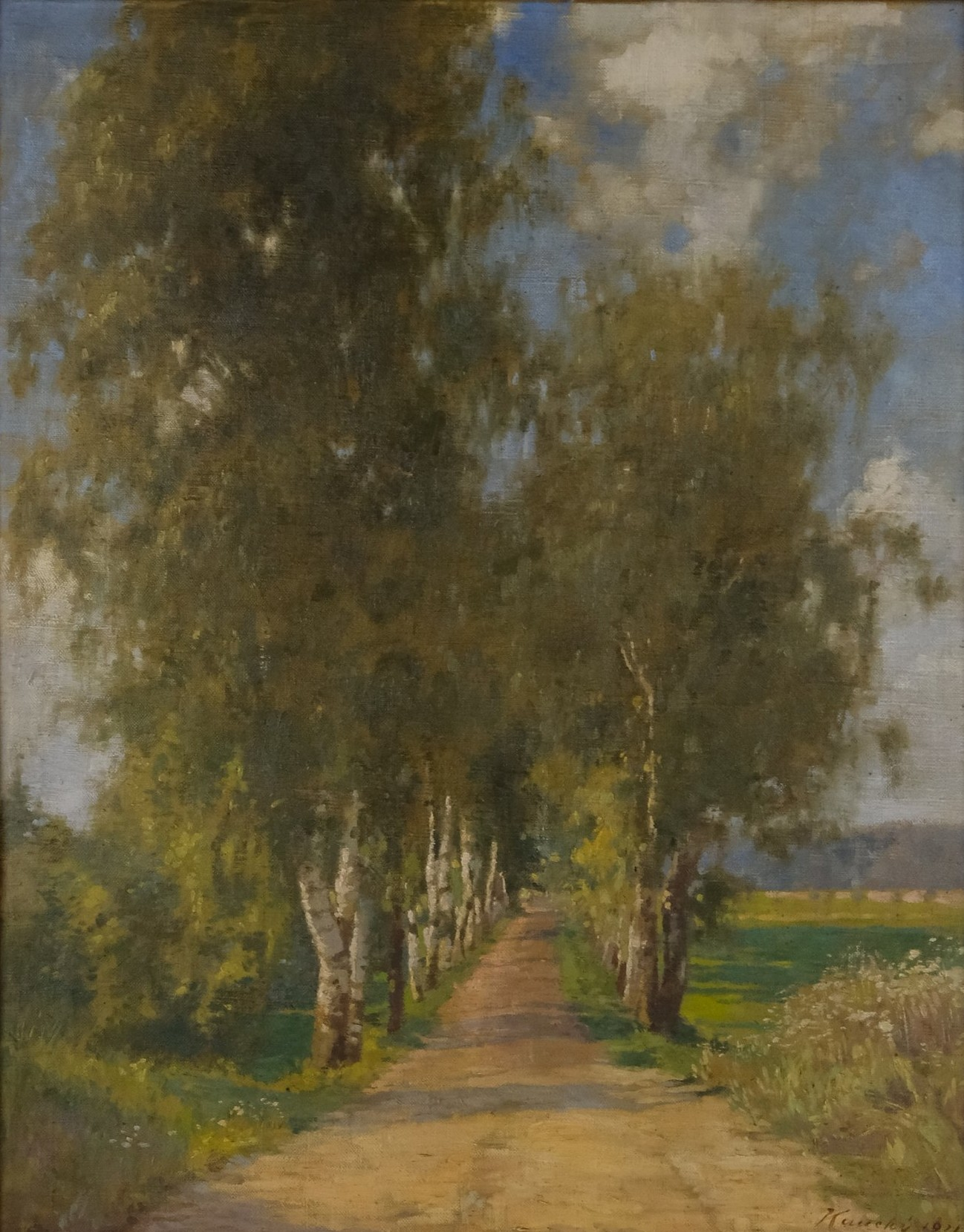
Březová alej (olej na plátně)
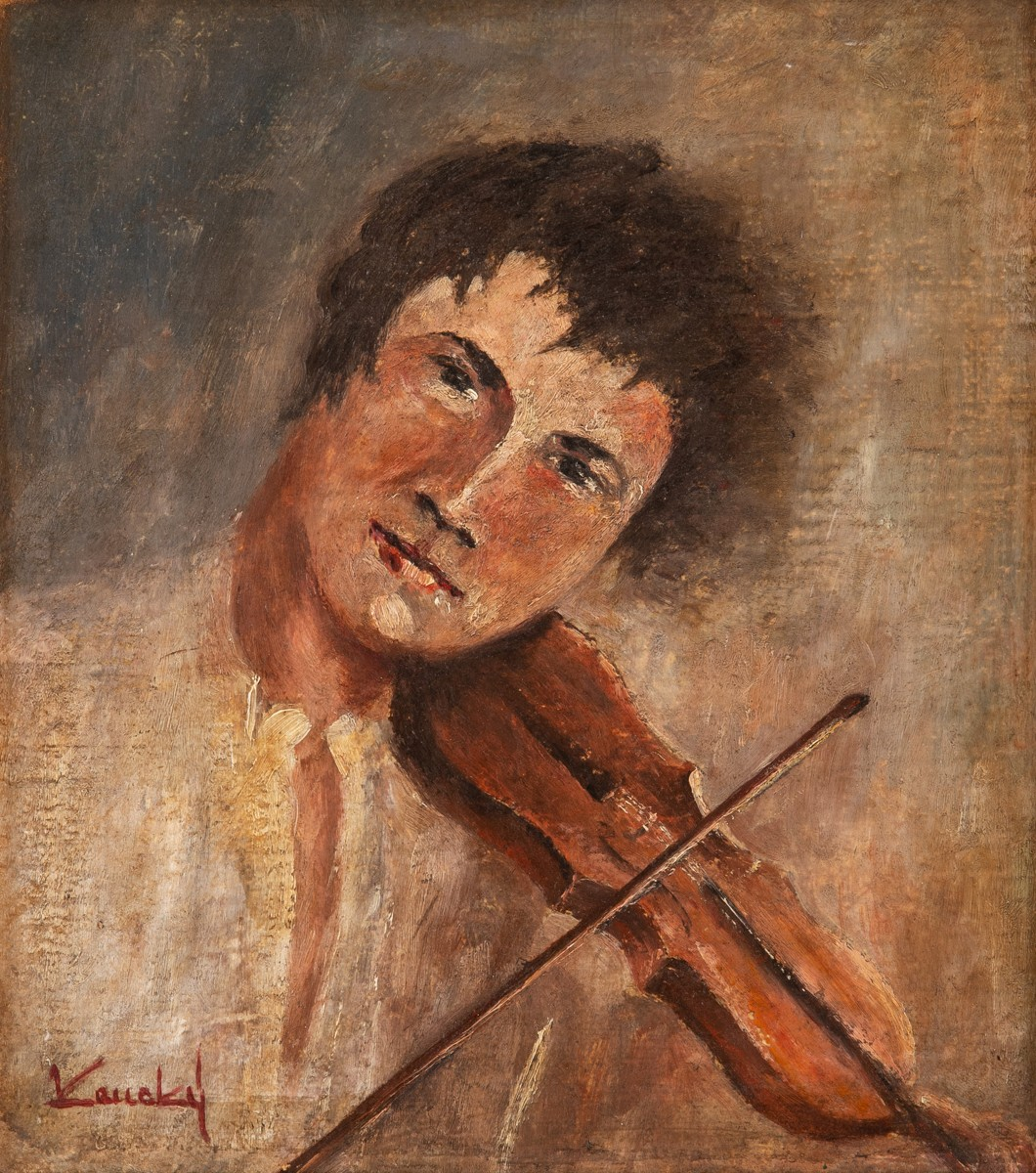
Houslista (olej na plátně)
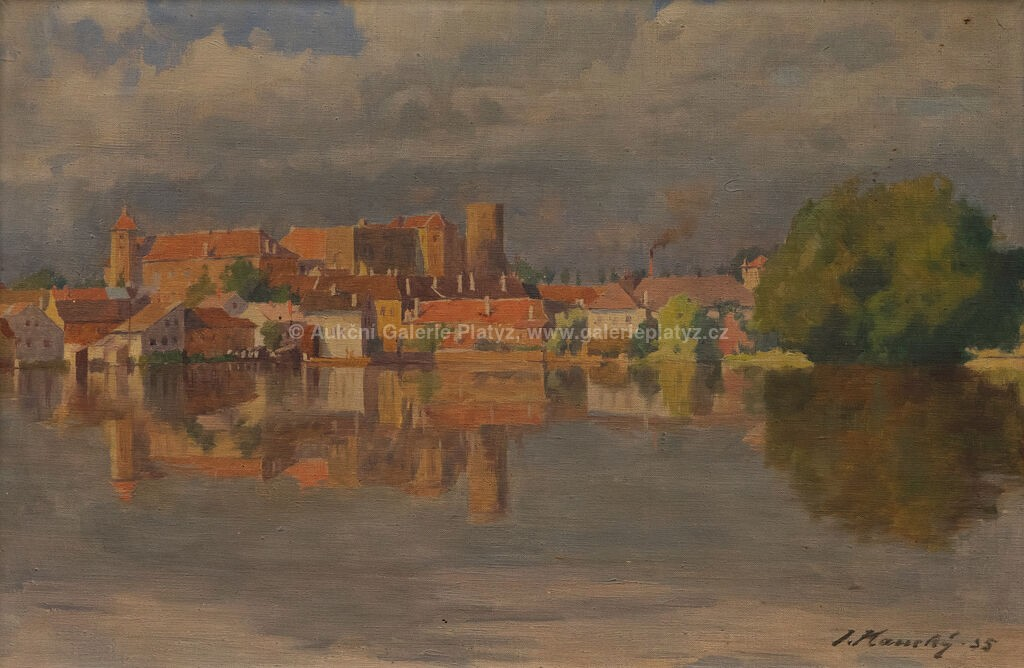
Jindřichův Hradec (olej na plátně)
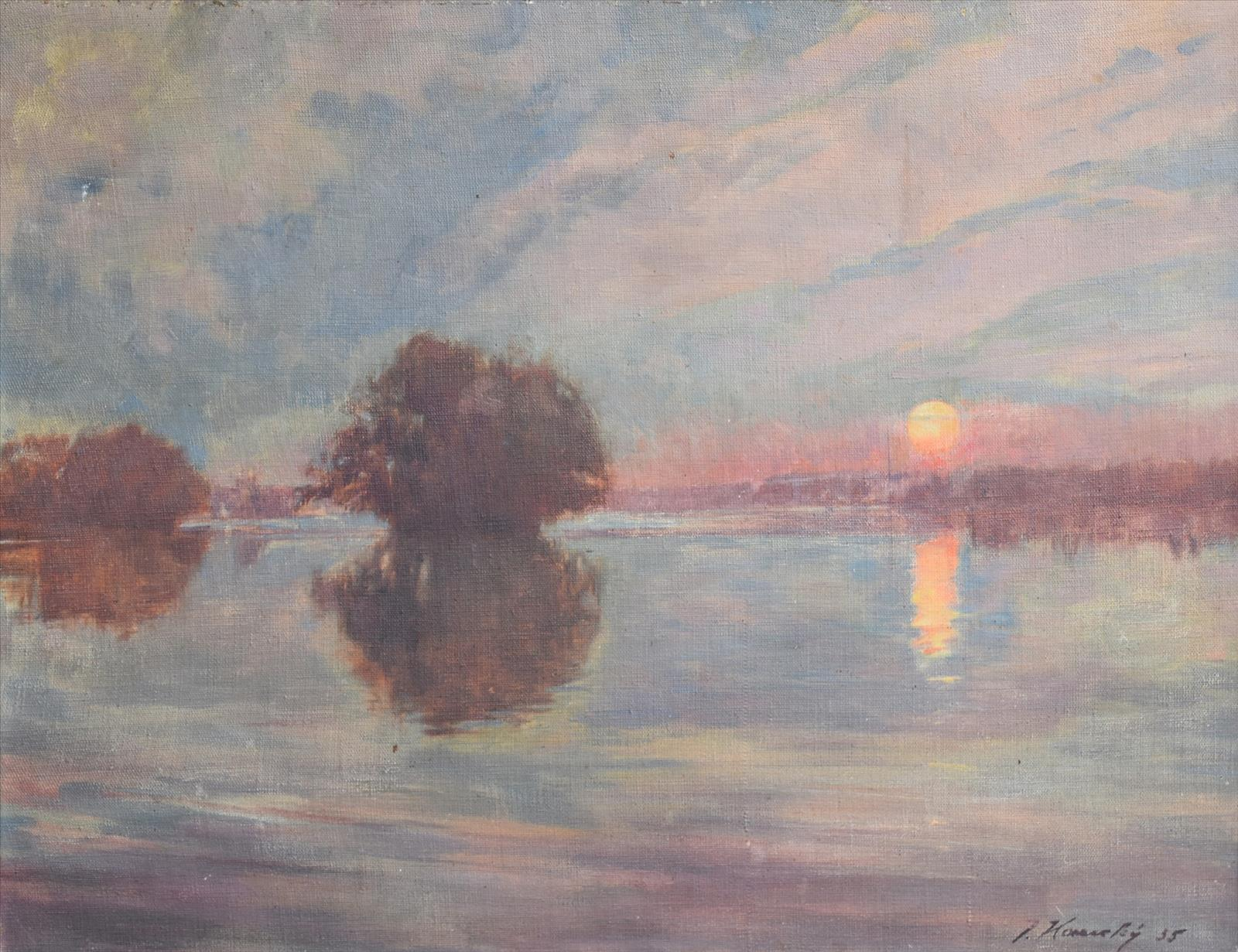
Zrcadlení (olej na plátně)
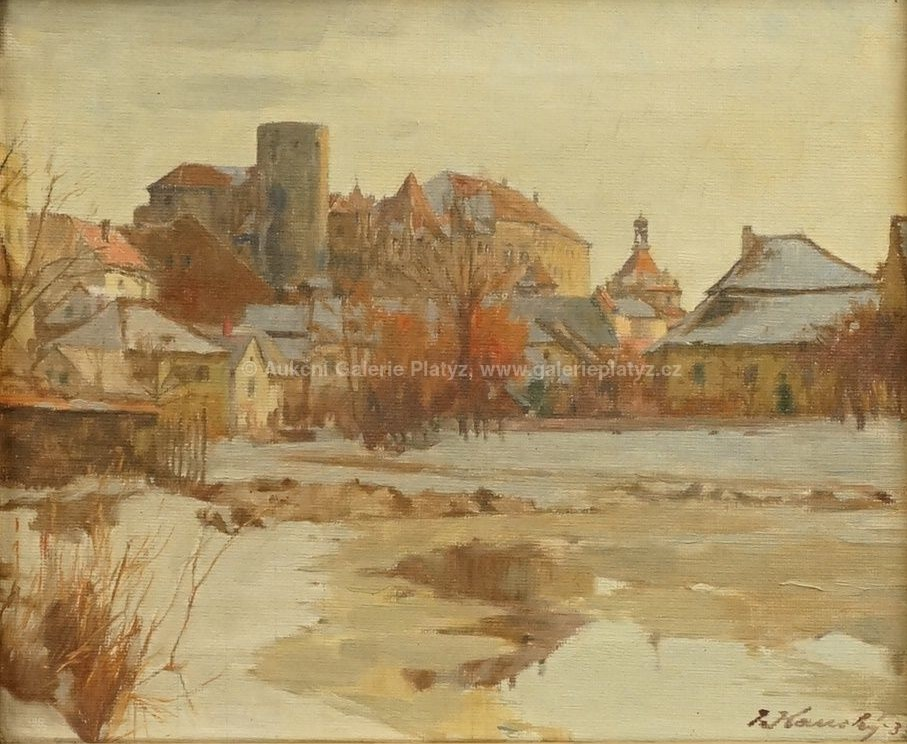
Zámek v Jindřichově Hradci (olej na plátně)